# 湯田幸希
湯田 幸希（ゆだ こうき、2015年6月10日 - ）は、日本の子役。スマイルモンキー所属。

## 出演作品

### ドラマ
2019年
- シャーロック

2020年
- 東京ラブストーリー
- タリオ 復讐代行の2人
- 教場

2021年
- コタローは1人暮らし
- 半径5メートル
- 神様のカルテ
- アバランチ

2022年
- 家庭教師のトラコ
- 5つの歌詩
- 俺の可愛いはもうすぐ消費期限!?
- あなたに聴かせたい歌があるんだ
- おじさんが私の恋を応援しています（脳内）
- 神様のえこひいき
- めぐる。

2024年
- ブルーモーメント
- あの子の子ども
- マウンテンドクター - 片瀬圭吾 役
- 放課後カルテ

2025年
- クジャクのダンス、誰が見た?（2025年1月24日 - 、TBS） - 遠藤友哉幼少期 役
- ナンバーワン戦隊ゴジュウジャー（2025年2月16日 - 、テレビ朝日） - 飯島碧 役

### CM
2016年
- ダイハツ「タント ベビーカー試乗篇・パパのオフ会篇・お姫様抱っこ篇」
- 花王「メリーズ 100万枚プレゼントキャンペーン」

2019年
- ダイハツ「タント ティザー篇」

2020年
- ファミリーマート 《新！ポケチキ》「からあげ食べくらべ みんな」篇
- ロッテ クーリッシュ「2020年もすごい冷たい篇 コーラ」

2022年
- アガツマ「ドラえもん ひみつ道具でまなブック」

### 映画
- 2020年 - 空はどこにある[8][9]
- 2021年 - RAIN DROPS[10]
- 2025年 - ナンバーワン戦隊ゴジュウジャー 復活のテガソード（飯島碧 役[11]）